# Line Beauchamp
Pour les articles homonymes, voir Beauchamp.
Line Beauchamp, née le 24 février 1963 à Salaberry-de-Valleyfield, est une femme politique québécoise. Elle est députée libérale de la circonscription de Sauvé à l'Assemblée nationale du Québec en 1998 et réélue dans la nouvelle circonscription  de Bourassa-Sauvé en 2003, en 2007 et en 2008. Elle est tour à tour ministre de la Culture et des Communications du 29 avril 2003 au 18 avril 2007, ministre du Développement durable, de l'Environnement et des Parcs du 18 avril 2007 au 10 août 2010 et ministre de l'Éducation, du Loisir et du Sport du 11 août 2010 au 14 mai 2012 et vice-première ministre du Québec du 7 septembre 2011 au 14 mai 2012, date de sa démission comme députée.
En 2013, Beauchamp retourne à la pratique privée en tant que conseillère stratégique avant d’être appelée, en 2014, à représenter le Gouvernement du Québec au sein de la Délégation permanente du Canada auprès de l'UNESCO à Paris, poste qu’elle occupera pendant deux ans. 
De 2016 à 2019, elle est déléguée générale du Québec à Paris.

## Biographie

### Jeunesse et début de carrière
Née à Salaberry-de-Valleyfield, Line Beauchamp obtient, en 1985, son baccalauréat en psychologie à l'Université de Montréal. De 1984 à 1985, elle est adjointe à l'enseignement au sein de cette même institution, puis, en 1987, devient directrice d'Info-croissance, une association de protection des consommateurs dans le domaine des psychothérapies, de la croissance personnelle et des sectes. Entre 1991 et 1993, Line Beauchamp occupe le poste de directrice générale de la station de radio101,5 CIBL-FM. En 1993, elle devient directrice générale de Pro-Est, la Société de promotion et de concertation socioéconomique de l'Est de Montréal, jusqu'en 1998. Entre 1989 et 1998, Line Beauchamp a été membre de différents conseils d'administration dont l'Association coopérative d'économie familiale du Centre de Montréal (1989-1993), la Corporation de développement de l'Est (1993-1997), le Collège de Maisonneuve (1995-1998) et la Régie des installations olympiques (RIO) (1996-1998), en plus d'être membre du Réseau des gens d'affaires de l'Est (1993-1998).

### Carrière politique
Lors des élections générales québécoises de 1998, Line Beauchamp remporte la victoire dans la circonscription de Sauvé. Élue sous la bannière du Parti libéral du Québec, elle siège dès lors dans l'opposition officielle, le Parti québécois étant au pouvoir (gouvernements de Lucien Bouchard et de Bernard Landry). Elle est la porte-parole de l'opposition officielle en matière de culture et de communication. Elle fait notamment partie des députés chargés de mener des missions diplomatiques en Belgique, en Catalogne et en Europe.
Réélue lors du scrutin général de 2003, Line Beauchamp devient, le 29 avril 2003, ministre de la Culture et des Communications à la suite de l'élection du Parti libéral du Québec. À partir du 18 février 2005, elle occupera également le poste de ministre responsable de la région de Montréal.
Au cours de son mandat au ministère de la Culture et des Communications, Line Beauchamp est impliquée dans plusieurs dossiers : le programme Placement culture, un programme de soutien au mécénat pour le milieu culturel, le plan d'action "Pour mieux vivre de l'art" qui se veut une mesure d'amélioration des conditions socioéconomiques des artistes et des créateurs québécois, le Fonds du patrimoine culturel québécois, l'injection de 10 millions de dollars récurrents en soutien au cinéma québécois et elle contribue à la ratification de la Convention pour la diversité des expressions culturelles par l'UNESCO.
Dans les semaines précédant l'élection générale de 2007, Line Beauchamp est nommée directrice de la campagne électorale du Parti libéral du Québec. Le jour du scrutin, elle remporte une troisième victoire dans sa circonscription. Un peu plus de trois semaines plus tard, elle est nommée ministre du Développement durable, de l'Environnement et des Parcs.
Durant son mandat à titre de ministre du Développement durable, de l'Environnement et des Parcs, Line Beauchamp a fait adopter la Loi affirmant le caractère collectif des ressources en eau et visant à renforcer leur protection et a proposé une nouvelle politique québécoise de gestion des matières résiduelles qui, notamment, bannit l'enfouissement des matières organiques et encourage la filière de la biométhanisation. Elle intensifie les efforts du gouvernement du Québec dans la lutte aux changements climatiques en proposant une réduction de 20 % des émissions de GES au Québec en 2020 par rapport à 1990. Dans la foulée, elle annonce l'adoption des normes californiennes pour les véhicules au déplaisir du gouvernement fédéral canadien et des constructeurs automobiles, et fait adopter la loi sur le marché du carbone. Elle fait reconnaître de nouvelles aires protégées et de nouveaux parcs nationaux et permet au Québec d'atteindre la cible de 8 % de protection de son territoire. Durant l'été 2007, elle gère l'épineux dossier des algues bleues en proposant un plan d'action doté d'un budget de plus de 100 millions de dollars.
En 2009, Line Beauchamp participe à un petit-déjeuner de financement pour le Parti libéral du Québec, où est présent Domenico Arcuri, membre du crime organisé. Le scandale qui s'ensuivra la forcera à déclarer en chambre : « M. le Président, je veux ici affirmer en cette Chambre que je ne connais pas l'individu en question et qu'encore aujourd'hui, moi, personnellement, je ne pourrais pas le reconnaître. » Elle déclare également qu'elle prendrait « toutes les précautions » pour ne pas se retrouver de nouveau dans une situation semblable.
Selon Donato Tomassi, ex-organisateur libéral et père de l’ancien ministre de la Famille, « elle n'ignorait pas l’identité du présumé mafieux ayant participé à son activité de financement. »  Le Parti libéral du Québec refusa de rendre l'argent en soutenant que « le don respecte la loi sur le financement des partis politiques. »
Lors du remaniement ministériel d'août 2010, elle devient ministre de l'Éducation, du Loisir et du Sport, en remplacement de Michelle Courchesne qui passe au Conseil du Trésor. Le 7 septembre 2011, à la suite de la démission de Nathalie Normandeau, Line Beauchamp devient vice-première ministre du Québec.
Dès les premières semaines de son mandat au ministère de l'Éducation, du Loisir et du Sport, Line Beauchamp fait adopter le bulletin unique et préside un Forum sur les enfants avec des handicaps et des difficultés d'adaptation et d'apprentissage (EHDAA). Elle obtient un budget de 350 millions de dollars pour la construction de nouvelles écoles et classes, propose l'achat de tableaux blancs interactifs pour l'ensemble des classes et amorce un plan sur 5 ans pour l'implantation obligatoire de l'apprentissage intensif de l'anglais en 6e année.
Au cours du printemps 2012, en tant que ministre de l'Éducation, du Loisir et du Sport, elle est au cœur de la grève étudiante contre la hausse des droits de scolarité. Cette grève est la plus longue grève étudiante de l'histoire du Québec. L'impasse de la crise étudiante l'amène à démissionner de son poste de députée de Bourassa-Sauvé, de ministre de l'Éducation, du Loisir et du Sport et de vice-première ministre du Québec le 14 mai 2012, après 13 semaines de manifestations. En conférence de presse, elle affirmait qu'elle ne faisait « plus partie de la solution », un geste qu'elle décrit comme son « ultime compromis » pour la résolution de la crise.

### Après la politique
En janvier 2013, elle fonde son entreprise en conseil stratégique et réalise divers mandats auprès de clients dans les secteurs, entre autres, de la culture, de l'éducation, de l'immobilier et des services professionnels. Elle est également chroniqueuse invitée pour le Journal de Montréal. En 2013 et 2014, elle a fait partie des conseils d'administration de l'Hôpital Maisonneuve-Rosemont, de la Fondation les Petits-trésors de l'Hôpital Rivière-des-Prairies, de la Fondation Père-Ménard, de Zoofest et du Mondial des jeux.
À partir du 22 septembre 2014, elle occupe les fonctions de représentante du gouvernement du Québec au sein de la délégation permanente du Canada à l'UNESCO. Le 22 août 2016, Line Beauchamp est nommée par le premier ministre du Québec, Philippe Couillard, déléguée générale du Québec à Paris, poste qu'elle occupe jusqu'en 2019.

## Résultats électoraux
|                                                                                               | Nom                      | Parti               | Nombre de voix | %      | Maj.  |
| --------------------------------------------------------------------------------------------- | ------------------------ | ------------------- | -------------- | ------ | ----- |
|                                                                                               | Line Beauchamp (sortant) | Libéral             | 13 950         | 61,3 % | 7 839 |
|                                                                                               | Roland Carrier           | Parti québécois     | 6 111          | 26,9 % | -     |
|                                                                                               | Guy Mailloux             | Action démocratique | 1 947          | 8,6 %  | -     |
|                                                                                               | Enrico Gambardella       | Québec solidaire    | 738            | 3,2 %  | -     |
| Total                                                                                         | Total                    | Total               | 22 746         | 100 %  |       |
| Le taux de participation lors de l'élection était de 47,7 % et 471 bulletins ont été rejetés. |                          |                     |                |        |       |

|                                                                                               | Nom                        | Parti               | Nombre de voix | %      | Maj.  |
| --------------------------------------------------------------------------------------------- | -------------------------- | ------------------- | -------------- | ------ | ----- |
|                                                                                               | Line Beauchamp (sortant)   | Libéral             | 15 631         | 50,1 % | 8 526 |
|                                                                                               | Roland Carrier             | Parti québécois     | 7 105          | 22,8 % | -     |
|                                                                                               | Guy Mailloux               | Action démocratique | 6 379          | 20,4 % | -     |
|                                                                                               | Marie-Noëlle Doucet-Paquin | Québec solidaire    | 1 043          | 3,3 %  | -     |
|                                                                                               | Marie-Ange Germain         | Vert                | 891            | 2,9 %  | -     |
|                                                                                               | Charles-Antoine Gabriel    | Indépendant         | 160            | 0,5 %  | -     |
| Total                                                                                         | Total                      | Total               | 31 209         | 100 %  |       |
| Le taux de participation lors de l'élection était de 63,1 % et 550 bulletins ont été rejetés. |                            |                     |                |        |       |

|                                                                                               | Nom                 | Parti                 | Nombre de voix | %      | Maj.   |
| --------------------------------------------------------------------------------------------- | ------------------- | --------------------- | -------------- | ------ | ------ |
|                                                                                               | Line Beauchamp      | Libéral               | 20 175         | 61,1 % | 11 932 |
|                                                                                               | Kettly Beauregard   | Parti québécois       | 8 243          | 25 %   | -      |
|                                                                                               | Michelle Allaire    | Action démocratique   | 3 771          | 11,4 % | -      |
|                                                                                               | Francis Mallette    | Vert                  | 327            | 1 %    | -      |
|                                                                                               | Sylvain Archambault | Indépendant           | 261            | 0,8 %  | -      |
|                                                                                               | Denis Gagné         | Démocratie chrétienne | 119            | 0,4 %  | -      |
|                                                                                               | Claude Brunelle     | Marxiste-léniniste    | 94             | 0,3 %  | -      |
|                                                                                               | Boris Mospan        | Égalité               | 44             | 0,1 %  | -      |
| Total                                                                                         | Total               | Total                 | 33 034         | 100 %  |        |
| Le taux de participation lors de l'élection était de 64,2 % et 573 bulletins ont été rejetés. |                     |                       |                |        |        |

|                                                                                               | Nom                 | Parti                 | Nombre de voix | %      | Maj.  |
| --------------------------------------------------------------------------------------------- | ------------------- | --------------------- | -------------- | ------ | ----- |
|                                                                                               | Line Beauchamp      | Libéral               | 14 125         | 58,4 % | 6 712 |
|                                                                                               | Umberto Di-Genova   | Parti québécois       | 7 413          | 30,7 % | -     |
|                                                                                               | Eric Sigouin        | Action démocratique   | 2 084          | 8,6 %  | -     |
|                                                                                               | Sylvain Archambault | Communiste            | 192            | 0,8 %  | -     |
|                                                                                               | Eric Fontaine       | Démocratie socialiste | 172            | 0,7 %  | -     |
|                                                                                               | Nicole Corbeil      | Parti innovateur      | 123            | 0,5 %  | -     |
|                                                                                               | Franklin Valois     | Loi naturelle         | 57             | 0,2 %  | -     |
| Total                                                                                         | Total               | Total                 | 24 166         | 100 %  |       |
| Le taux de participation lors de l'élection était de 76,3 % et 332 bulletins ont été rejetés. |                     |                       |                |        |       |

## Distinctions honorifiques
- 2005 : Médaille de l'Assemblée nationale[9]
- 2006 : Commandeur de l'Ordre de la Pléiade
- 2006 : Ordre de la Francophonie et du dialogue des cultures de l'Assemblée parlementaire de la francophonie[10].